# Gots d'Escandinàvia
El gots d'Escandinàvia o gautes, dits també en context anglosaxó geates, (anglès antic gēatas, nòrdic antic gautar, suec modern götar), i també simplement gots, foren una tribu germànica septentrional que habitava les terres del sud de Suècia, conegudes com a Götaland («terra de gots»), predecessors dels actuals pobladors d'aquesta gran regió sueca i conformadors de la moderna nació sueca, juntament amb els suions i els gotlandesos (de l'illa de Gotland). Les terres poblades pels antics gots d'Escandinàvia, dites Götaland, formen les actuals províncies sueques de Västergötland i Östergötland, i llur nom també ha deixat rastre en molts altres topònims.
Els gots d'Escandinàvia tenen un paper important en la història de la literatura anglosaxona, car són protagonistes de diverses obres entre les quals el poema èpic Beowulf. En aquest context sovint són anomenats geates, de l'anglès antic gēatas. Per altra banda, sembla que la seva protohistòria està relacionada amb l'origen d'altres pobles: els gots, els gotlandesos i, tal vegada, els juts.

## Nom
El nom, la història i els orígens dels gots d'Escandinàvia sovint es confonen en texts antics i arrels reconstruïdes amb els d'altres pobles germànics. La confusió més evident és amb els gots, un poble germànic oriental amb el qual probablement comparteixen origen. També existeixen força semblances amb els gotlandesos i, de vegades, amb els juts i els getes.
| Català              | Nòrdic antic oriental | Nòrdic antic occidental | Llatí         | Anglès antic | Suec  | Context |
| ------------------- | --------------------- | ----------------------- | ------------- | ------------ | ----- | --- |
| Gots d'Escandinàvia | Gautar                | Gautar                  | Gothi         | Gēatas       | Götar | A partir del període de les Grans Migracions, al sud d'Escandinàvia (actual Götaland) |
| Gots                | Gotar                 | Gutar                   | Gutones/Gothi | Gotan        | Goter | A partir del segle i dC, a les boques del Vístula; del segle ii al iv a la Dàcia; A partir del període de les Grans Migracions, dividits en Ostrogots i Visigots, a diversos punts d'Europa |
| Gotlandesos         | Gotar                 | Gutar                   | Gothi         | Gotan        | Gutar | A partir del període de les Grans Migracions, a l'illa de Gotland |
| Juts                | Jótar                 | Jótar                   | Eudoses/Iutae | Ēotas        | Jutar | El segle i dC, a Jutlàndia; el segle v començaren a migrar cap a Gran Bretanya |

En general, les fonts llatines s'hi refereixen amb el genèric de gots. Al seu torn, força fonts clàssiques es refereixen als gots amb el nom dels getes, un poble traci de l'antiguitat amb el qual no tenien altra relació que la semblança de noms i que a l'Antiguitat foren veïns dels grecs.
En el quadre es veu com les fonts germàniques antigues distingien els gots d'Escandinàvia dels gots de l'Antiguitat, però en canvi confonien els antics gots i els gotlandesos. Al seu torn, el llatí anomenava els tres pobles amb el mateix terme; d'aquesta pràctica llatina deriva l'ús d'altres llengües d'anomenar aquest poble gots d'Escandinàvia. També és corrent, en llengües romàniques i altres llengües de fora de l'entorn, d'adaptar el nòrdic antic gautar o l'anglès geats, sovint en funció del context.

### Etimologia
L'anglès antic geatas i el nòrdic antic gautar 'gots d'Escandinàvia' (i els descendents moderns gøtar, götar i Geats) són cognats i provenen d'un protogermànic * gautaz, plural * gautōz. Al seu torn, el nòrdic antic gutar 'gotlandesos' i també 'gots', del qual el llatí Gothi fou manllevat, prové del protogermànic * gutô, plural * gutaniz. Sembla clar que totes dues arrels, * gautaz i * gutô, estan emparentades, car deriven de diferents graus apofònics de l'arrel protogermànica * geutaną 'servir, abocar', el segon amb un sufix nasal. En general, hom accepta que aquests termes s'originaren com a heiti de «homes»: literalment haurien significat 'aquells qui aboquen la seva llavor'. També podria ser que fos un nom que al·ludís a cursos d'aigua del lloc on vivien, però no sembla probable perquè llavors la similitud dels noms seria casual.
Resseguint les migracions dels diversos pobles i la història dels seus etnònims, sembla raonable concloure que tant els gots d'Escandinàvia com els gotlandesos i com els gots antics remunten llur origen a una mateixa tribu germànica que, com totes, habitava a Escandinàvia el mil·lenni I aC. D'allà, un grup se separà cap al segle i dC i emigrà cap al Vístula, on establí la cultura de Wielbark, i més tard emigrà cap a la mar Negra i la Dàcia: els gots, més tard dividits en visigots i ostrogots. Al seu torn, un altre grup emigraria a l'illa de Gotland, i allà esdevendrien els moderns gotlandesos; i finalment un darrer grup romandria a Escandinàvia, on formà la moderna nació sueca juntament amb altres tribus veïnes: els gots d'Escandinàvia. És probable que, a grans trets, això s'esdevingués així.

## Història

### Primers testimonis
Com que, al cap i a la fi, tots aquests pobles de nom semblant provenien a grans trets de la mateixa zona, sovint es fa difícil d'identificar els pobles esmentats pels historiadors i geògrafs antics. La primera menció conservada de gots a Escandinàvia és la de Ptolemeu (segle ii dC), qui s'hi refereix com a Γοῦται (Gutae o Gautae en la versió llatina), i probablement es tracta del primer testimoni dels gots d'Escandinàvia o gautes perquè llavors els gots ja n'havien emigrat. Dins el segle vi, Jordanes menciona els Gautigoths i els Ostrogoths d'Escània, i els té per origen dels gots que llavors habitaven a la mar Negra, els quals equipara amb el getes; i Procopi s'hi refereix amb el terme Gautoi. Les sagues nòrdiques els anomenen Gautar, i l'antiga poesia anglosaxona, al Beowulf i el Widsith, Gēatas.
Una interpretació específica sobre l'etnònim emprat per Jordanes Gautigoths és 'els gots que viuen prop del riu Gaut', avui Göta Älv (nòrdic antic Gautelfr). La part Göta- del nom del riu, en nòrdic antic Gaut-, deriva igualment del protogermànic * geutaną 'vessar', però en aquest cas referit a l'aigua corrent, bé les Cascades de Trollhättan, bé el mateix riu.

### Orígens
Els gots escandinaus apareixen a la història en les Sagues nòrdiques i en l'antiga poesia anglosaxona, en general obres escrites entorn de l'any 1000, segle amunt segle avall, però que refereixen fets força més antics, generalment convertits en llegenda. En concret, són els protagonistes del Beowulf, el protagonista del qual és un got o geata. Aquestes fonts n'esmenten diversos reis, però les fonts històriques solament confirmen Hygelac, a propòsit d'una ràtzia a Frísia el 521, on és tengut per rei dels danesos o dels getes.
Abans de la consolidació de Suècia, els gots eren políticament independents del suions. Quan apareixen a les fonts escrites, entorn de final del segle x, es considera les terres gòtiques ja són part del Regne Suec, però la manera en què s'esdevengué la unificació amb els suions encara és objecte de debat.
Partint de la manca de fonts medievals antigues i del fet que els gots resultaren part integrant del regne de Suècia, la interpretació tradicional pressuposa que hi foren incorporats per la força, és a dir, que els suions derrotaren els gots i els sotmeteren als seus dominis; però el fet és que les soles tradicions romanents que tracten les guerres entre suions i gots són de natura força llegendària i, al capdavall, la història real de Beowulf és la d'un rei got que ajuda un suió a obtenir el tron, i actualment els historiadors pensen que aquest regne descrit al Beowulf bé podria ser la base del regne medieval de Suècia. Nogensmenys, els historiadors fan una distinció clara entre allò que és història política i l'aparició de la nació sueca com a ens unitari. En aquesta direcció, hom ha relacionat la suposada victòria dels suions sobre els gots amb una hipotètica intervenció dels gots d'Escandinàvia en les diverses Guerres Gòtiques del sud d'Europa (tal vegada en virtut d'un vincle que es remuntaria a la primigènia unitat gòtica, abans de la migració cap a la Mar Negra), que portaren grans riqueses a Götaland però en feu minvar la població. Hom pensa que la saga de Hervarar narra aquestes tradicions, que es remunten al segle iv. Segons aquesta saga, quan l'Horda Húnnica va envair la terra dels gots a la Dàcia i el rei got Angantyr va voler reunir les seves tropes desesperadament, va ser el rei got d'Escandinàvia Gizur que va respondre a la seva crida. de tota manera, d'aquests fets no hi ha cap evidència i tot plegat no ha pogut ésser provat.
Avui en dia, la postura més estesa és que el regne medieval de Suècia va néixer com a unió per fer front a forces estrangeres, principalment els danesos. Segons Curt Weibull, els gots haurien estat absorbits dins el regne suec entorn de l'any 1000, però altres historiadors pensen que s'hauria esdevengut força abans, amb anterioritat al segle ix i tal vegada en un moment tan remot com el segle vi. Per altra banda, el fet que les fonts siguin parques en notícies sobre els gots d'Escandinàvia suggereix que llur regne hauria cessat de ser independent entorn del segle ix. A la biografia de Rimbert sobre Anscari de Bremen, el rei suec és el sobirà únic de la regió i té relacions pròximes no solament amb el rei dels danesos ans també amb el rei dels francs. Tot i això, les fonts medievals sueques més antigues presenten el regne suec amb diferències legals entre els suions i els gots en qüestions com ara pesos, mesures, etc. També hi ha constància que hi havia reis suecs que regnaven amb el títol de Rex Gothorum fins a final del segle xii, i que fou un d'aquests reis que esdevengué sobirà d'un reialme unit.

### Era dels vikings
En el Heimskringla, Snorri Sturluson escriu sobre diverses batalles entre noruecs i gots d'Escandinàvia. Així, durant la campanya a Götaland del rei Harald del segle ix, els gots hagueren de fer front a la guerra sense l'ajuda del rei suec Eric Anundsson. També involucren els gots d'Escandinàvia altres episodis, com ara una expedició a Götaland per part del rei Haakon el Bo, l'enfrontament entre Harald Blåtand contra Jarl Ottar de la Gòtia Oriental, i els enfrontaments entre Olaf el Sant i els gots durant la guerra amb Olaf Skötkonung.

### Edat mitjana[calcitació]
Els gots d'Escandinàvia es dividien tradicionalment en petits regnes o districtes, que tenien els seus propis things (assemblees) i les seves pròpies lleis. El més gran d'aquests regnes era Västergötland (Götaland occidental), i fou allà que se celebrava cada any el thing de tots els gots, prop de Skara.
A diferència del suions, que empraven la divisió en hundare, els gots empraven els hærrad, com els noruecs i els danesos, i fou el terme got que es generalitzà en el regne suec esdevenidor. Probablement té relació amb el fet que molts dels reis suecs medievals eren d'origen got i sovint residien principalment a Götaland. El segle xi, la Casa de Munsö s'extingí amb la mort d'Emund el Vell, i atès que Stenkil, un got, fou elegit rei de Suècia, els gots jugaren un paper actiu en la configuració de Suècia com a regne cristià. De tota manera, aquesta elecció també va causar un llarg període de conflictes religiosos entre cristians i pagans amb una certa correlació ètnica: els gots tenien més tendència a ser cristians, mentre que els suions tenien més tendència al paganisme, motiu pel qual entorn del 1080 el rei suec Inge el Vell, que era cristià, fugí a Västergötland quan fou deposat en favor de Blot-Sven, favorable al paganisme.

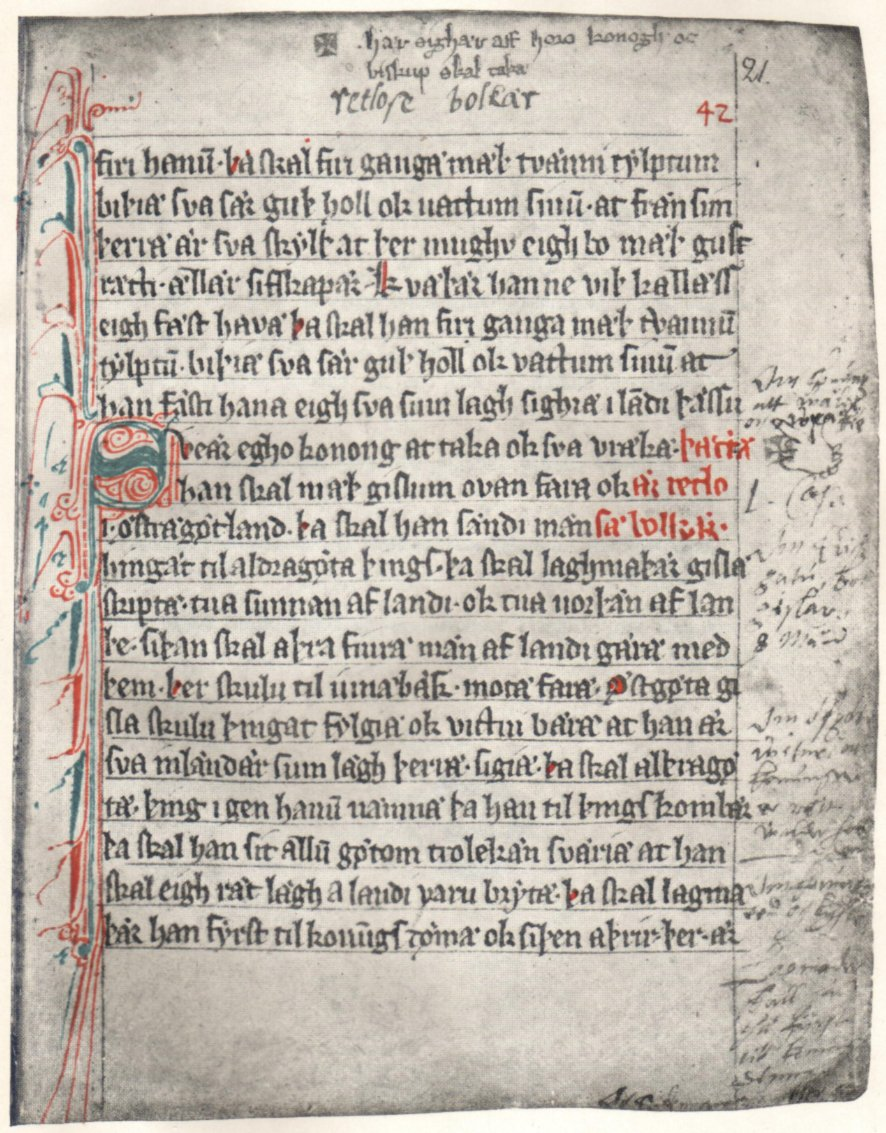
Sveær egho konong a taka ok sva vrækæ a les lleis dels gots occidentals

En la tria del rei de Suècia, d'entrada sembla que els gots havien de respectar les tries dels suions. Per exemple, Saxo Grammaticus dona notícia al llibre XIII de la seva Gesta Danorum que els gots no tenien veu en l'elecció del rei. Per altra banda, a les lleis dels gots occidentals (Västgötalagen), del segle xiii, es recorda que els gots havien d'acceptar l'elecció dels suions: Sveær egho konong a taka ok sva vrækæ 'són els suions que tenen el dret de triar i deposar el rei', per bé que havia de ser acceptat pels gots. Val a dir que hi havia maneres alternatives d'esdevenir rei, i així derrotar adversaris en batalla també podia ser un mètode efectiu. Els gots, però, tenien marge d'acció en el procés d'elecció del rei suec, i així Ragnvald Knaphövde, qui el 1125 viatjava cap a Gòtia per ser acceptat com a rei, no va rebre el vistiplau dels gots i va ser assassinat prop de Falköping.
Amb el temps, aquest costum es va anar abandonant, i així Magnus Eriksson va establir una nova llei a mitjan segle xiv per la qual s'estipulava que quan s'elegia nou rei havien de ser presents davant la Pedra de Mora dotze homes de cada província elegits pels seus things.
Durant tota l'edat mitjana fou habitual la distinció entre suions i gots dins el regne de Suècia, però els gots prengueren importància atès que els anhels de grandesa suecs se serviren de les connexions entre els gots de Suècia i els gots de l'antiguitat. El raonament era que, atès que uns gots i altres eren el mateix poble i que els gots d'Escandinàvia eren part del regne de Suècia, això volia dir que els suecs havien derrotat l'Imperi Romà. Aquest argument està documentat per primera vegada al Concili de Basilea el 1434, durant el qual la delegació sueca discutí amb les espanyoles sobre el vertader hereu dels antics gots. Els espanyols, entre els quals destacaren els castellans (probablement per l'origen franc dels reis d'Aragó) arguïren que el passat dels visigots era més heroic que no pas el dels gots que romangueren a Escandinàvia. En qualsevol cas, es veu com ja de ben antic es traçava aquesta identitat entre uns gots i altres. Aquest moviment cultural va rebre el nom de Goticisme.

### Modernitat
Després del segle xv i la Unió de Kalmar, els suions i els gots començaren a percebre's com una sola nació, procés que es veu reflectit en el naixement de l'etnònim svensk referit a tot el regne de Suècia. Originalment era un adjectiu aplicat als suions, anomenats svear en suec. Nogensmenys, ja al segle ix el terme svear era imprecís i, per bé que generalment es referia a la tribu dels suions, també es podia emprar per referir-se a la unitat que formaven amb els gots, i aquest és el cas de l'obra d'Adam de Bremen, en què els Gothi apareixen com a nació independent però també com a part dels Sueones. En qualsevol cas, la fusió dels dos pobles va ser un procés perllongat en el temps. En el Nordisk familjebok de començament del segle xx observa que el terme svensk gairebé havia reemplaçat svear com a endònim dels suecs.
Actualment, la fusió dels dos antics pobles és total, per tal com la identitat goda no és pus tangible a Götaland més enllà d'una identitat regional entre els västgötar ('gots de l'oest') i östgötar ('gots de l'est') equiparable a la identitat regional d'altres províncies. Però en altre temps era més present, car la ciutat de Göteborg deu el nom als gots ('fortalesa dels gots') d'ençà que va ser fundada el 1621.
Fins a 1973, el títol oficial del rei de Suècia era Rei de Suècia (més antigament dels suecs), dels gots i dels Wends (en suec Sveriges, Götes och Vendes konung; en llatí Suecorum, Gothorum et Vandalorum Rex). Wends és un terme habitualment emprat per referir-se als pobles eslaus que han habitat bona part de l'actual Alemanya oriental i Pomerània, i el títol de rei dels Wends ha estat emprat per les monarquies sueca i danesa. Així mateix, el títol de rei dels Gots també ha estat utilitzat pel rei de Dinamarca, a més del de Suècia. No obstant això, el 1973 el nou rei Carles XVI va decidir de canviar els títols i així actualment el títol és, simplement, rei de Suècia.

## Estudi

### Relació amb els gots

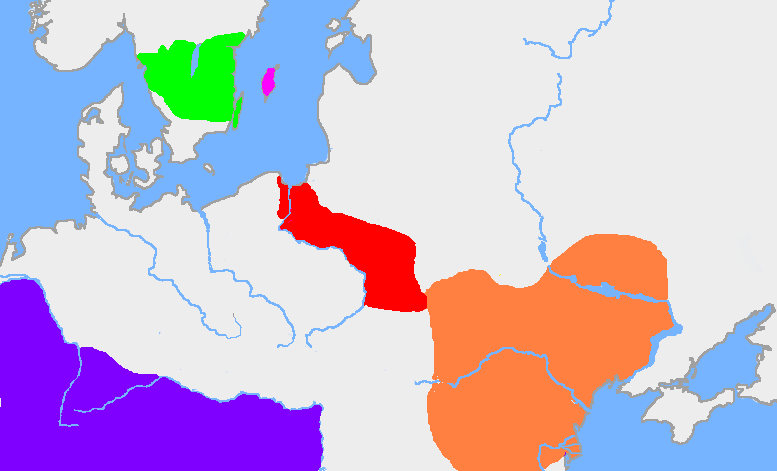
Gòtia
Illa de Gotland
Cultura de Wielbark, dC
Cultura de Txèrniakhov, entorn del dC
Imperi Romà el 117 dC

Tot i que tenien etnònims ben diferenciats, sempre ha sobrevolat la història dels gots d'Escandinàvia una pretesa connexió amb els antics gots. A l'Antiguitat i l'edat mitjana hom ja va observar un possible origen comú, i els filòlegs i historiadors moderns també han debatut força entorn d'aquesta possibilitat. Com s'explica a la secció entorn del nom, el nom d'uns i altres en les diverses llengües de l'entorn són cognats, car deriven de la mateixa arrel germànica. A més, hom ha localitzat força topònims a Götaland i Gotland idèntics a l'etnònim dels gots; així, la lingüística no s'oposaria a l'origen comú d'aquests pobles.
Pel que fa a les evidències històriques, els gots apareixen a la història entre els historiadors romans com a Gotones el segle i dC a la desembocadura del Vístula, però el segle iii ja havien avançat fins a la mar Negra. Segons l'historiador got Jordanes (segle vi), els gots arribaren a la Dàcia procedents de l'illa de Scandza, identificada amb Escandinàvia, per ell urheimat dels gots. A més, Jordanes indica que els habitants d'aquesta illa s'agrupaven en tres tribus: uns rebien el nom de gautigots (cf. nòrdic antic gautar 'gots d'Escandinàvia'), uns altres, ostrogots (cf. la província sueca de Östergötland) i els tercers, vagots (tal vegada comparable amb el nòrdic antic gutar 'gots'). Ja d'ençà de Jordanes, doncs, la connexió entre uns gots i altres és present.
Les sagues nòrdiques també estableixen vincles entre els dos pobles. Així, a la saga de Hervarar, que es remunta a fets del segle iv, s'indica que, quan l'Horda Húnnica va envair la terra dels gots a la Dàcia i el rei got Angantyr va voler reunir les seves tropes desesperadament, va ser el rei got d'Escandinàvia Gizur qui va respondre a la seva crida. Hom ha hipotesitzat que Angantyr podria haver apel·lat a l'origen comú de tots dos pobles perquè els gots d'Escandinàvia responguessin a la seva crida. Fins i tot és possible que la consciència d'unitat encara fos viva i es percebessin com a dos pobles germans separats recentment.
L'arqueologia també aporta proves per reforçar la teoria de l'origen comú. Així doncs, a la costa de l'actual Polònia, els primers costums d'enterrament escandinaus, com ara els cercles de pedra (domarringar), que són molt comuns a Gòtia i a Gotland, i les esteles (bautastenar), aparegueren el segle i dC, quan es comença a gestar la Cultura de Wielbark, cosa que suggereix un origen escandinau. A més, durant aquest període es documenta un abandonament sobtat de poblats a la zona de la Gòtia.
Així doncs, força estudiosos consideren raonable pensar que els gots i els gots d'Escandinàvia eren un sol poble durant l'edat de ferro escandinava, anomenats * gutô; que una part d'aquest poble travessà la mar Bàltica entorn del segle i dC i s'establí primer a la desembocadura del Vístula i, més tard, a la Mar Negra; i que una altra part d'aquell poble romangué a la seva zona d'origen. L'origen comú dels seus etnònims, les llegendes fundacionals dels gots recollides pels historiadors antics i la semblança arqueològica entre la cultura material d'un poble i l'altre serien proves a favor d'aquesta hipòtesi.

#### Goticisme

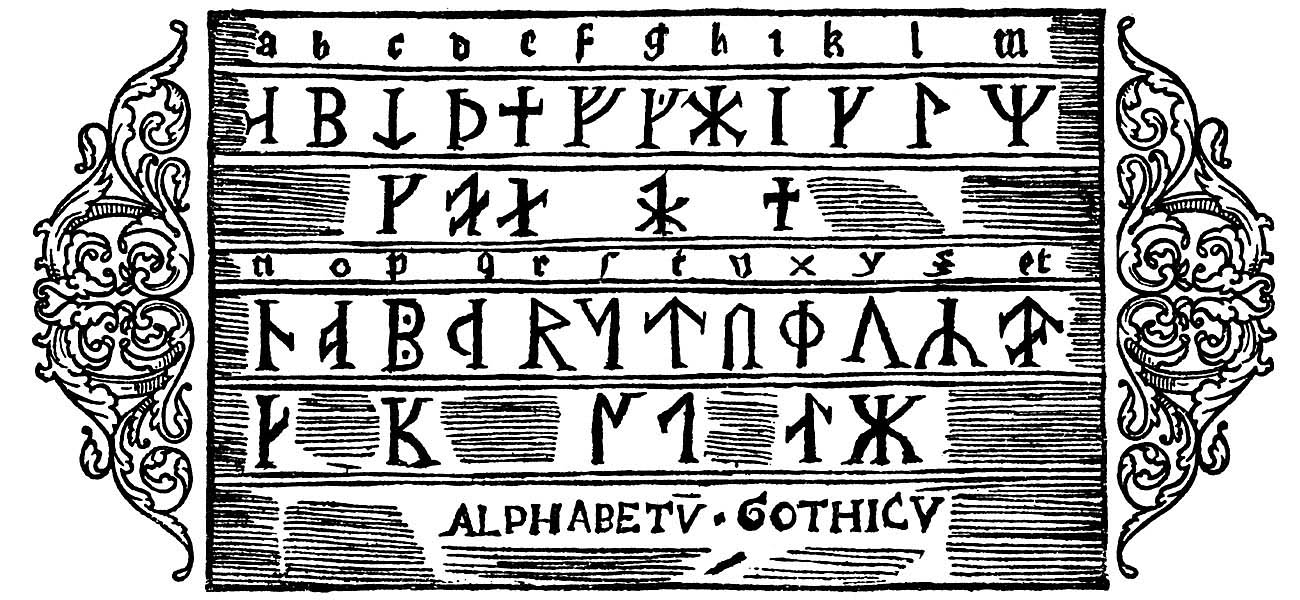
Runes gòtiques segons Olaus Magnus (

Els primers a teoritzar sobre la relació entre uns gots i els altres foren els humanistes suecs del segle xvi. Això va desembocar en un moviment cultural centrat a exalçar la glòria dels antics gots i identificar-los amb els gots d'Escandinàvia, com a eina per glorificar la història sueca. La creença va continuar durant el segle xvii, quan Suècia es va convertir en una gran potència després de la Guerra dels Trenta Anys, però va perdre importància al segle xviii. Fou revitalitzat pel romanticisme suec a començament del segle xix, coincidint amb el moment en què hom va donar una dimensió heroica als vikings. La intenció era de donar prestigi a la nació sueca dotant-la d'un passat gloriós, i la història dels gots era una eina perfecta per això, car Teodoric el Gran, rei dels ostrogots, va arribar a subjugar l'Imperi Romà.
El goticisme va contribuir a augmentar l'interés per l'estudi de la literatura islandesa antiga a Suècia, i així cresqué l'afany per col·leccionar, estudiar i editar manuscrits de les sagues nòrdiques i les Eddes. En el món danès també es desenvolupà el goticisme, però no va tenir tanta de rellevància com a Suècia.

### Els geates i els gautes
Actualment, hi ha consens entre la comunitat científica que els gēatas dels texts anglosaxons i els gautar dels texts nòrdics són el mateix poble. No obstant això, aquesta identificació no fou sempre concebuda, principalment perquè es tracta de dues tradicions textuals diferents i hom no havia emprès estudis comparatius, i així no sembla que el goticisme del xvi i xvii tengués present l'aparició dels gots d'Escandinàvia en l'antiga poesia anglosaxona.
La identificació entre l'anglès gēatas i el nòrdic antic gautar fou establerta per Ludwig Ettmüller fonamentant-se en l'observació que el so de la <ö> del suec modern i el so de <au> en nòrdic antic corresponen al so de <ēa> de l'anglès antic. Aquesta identificació té també a favor el fet que en el Beowulf, els gēatas viuen a l'est dels dans i en contacte pròxim amb els sweon, cosa que encaixa amb la situació històrica dels gots d'Escandinàvia entre els danesos i els suions.

### Relació amb els juts
Els juts foren un poble germànic que habitaven a l'homònima península de Jutlàndia que apareixen a la història en el Germània de Tàcit, qui dona el nom de Eudoses, i que probablement acompanyà els angles i els saxons en la seva migració cap a Gran Bretanya, si més no segons que escrigué Beda el Venerable (segle vii). També apareixen en els texts nòrdics antics com a Jótar, però sovint apareixen confosos amb els gots, els gēatas dels texts anglosaxons i els gautar dels texts nòrdics.
El 1884, Pontus Fahlbeck formulà definitivament la hipòtesi que els juts també tenien el mateix origen que els gots, i així els gots d'Escandinàvia no només haurien habitat la part sud d'Escandinàvia, ans també la península de Jutlàndia, on Beowulf hauria viscut.
En el Beowulf apareixen els gots d'Escandinàvia i els juts com a tribus diferents, i mentre que els gots reben el nom de gēatas, els juts són anomenats ēotena (genitiu) i ēotenum (datiu). A més, el poema anglès antic Widsith també esmenta els uns i els altres, i als juts els anomena ȳtum. Però Fahlbeck va proposar que els gēatas del Beowulf es refereix als juts, i que els juts, en origen, eren gots com els d'Escandinàvia, i recolzava la teoria en la traducció anglesa de la Historia ecclesiastica gentis Anglorum, de Beda el Venerable, traducció atribuïda a Alfred el Gran, la qual tradueix els juts (iutarum, iutis) com a gēatas. Així, el poble que s'hauria establert al sud d'Anglaterra juntament amb els saxons haurien estat gots d'Escandinàvia. De tota manera, Fahlbeck no va proposar cap etimologia per explicar la relació entre els dos etnònims.
La teoria de Fahlbeck fou refutada per Schück el 1907, quan va fer notar que una altra font anglesa, la Crònica anglosaxona, anomenava els juts īutna, īotum i īutum. A més, Schück remarcava que, quan la traducció d'Alfred el Gran esmenta els juts per segona vegada, els anomena ēota i, en una variant d'un manuscrit, ȳtena. Finalment, Björkman aclarí el motiu de la confusió a la traducció d'Alfred el Gran: que la traducció dels juts com a gots naixia de la confusió entre la forma saxona occidental geotas ('juts') i l'anglosaxó general gēatas ('gots').
Quant als orígens de l'etnònim jut, podria ser una formació secundària del topònim Jutlàndia, on jut seria un derivat del proto-indoeuropeu * eud 'aigua'.

### Relació amb els gotlandesos[calcitació]
Del segle xix ençà, hom també ha suggerit que el poble de Beowulf fossin habitants de l'illa de Gotland (guts). Segons el poema, els gots de la mar (segeats) vivien a l'est dels danesos i l'alta mar els separava dels suions. No obstant això, els gots d'Escandinàvia i els suions habitaven tots dos al continent, i hi ha hagut investigadors que han considerat poc versemblant que aquesta mar fes referència al llac Mälaren; a més, els gots de Västergötland eren un poble interior, i així l'epítet de mariners resulta un poc estrany. Això i altres evidències fan pensar que els gots del Beowulf no siguin els pobladors del sud de la Suècia moderna, ans els pobladors de l'illa de Gotland, als quals els escau més l'epítet de mariners. Per altra banda, ja s'ha vist que el nom dels gotlandesos, en suec gutar, és el mateix que el dels antics gots i està emparentat amb el dels gots d'Escandinàvia.
Aquesta teoria no impedeix la identificació dels pobladors de la Gòtia escandinava amb el poble de Beowulf, ans indica que el terme anglosaxó geat tant es podia referir als gots de la Gòtia occidental (Västergötland), els de la Gòtia oriental (Östergötland) i als pobladors de Gotland, que encaixaria amb la divisió que ofereix Jordanes de les tribus escandinaves en gautigots, ostrogots i vagots.